# Danh sách bài hát của Trần Thiện Thanh
Đây là danh sách những bài hát do Trần Thiện Thanh sáng tác. Trần Thiện Thanh (12 tháng 6 năm 1942 – 13 tháng 5 năm 2005) là một ca sĩ, nhạc sĩ Việt Nam có nhiều sáng tác nổi tiếng. Sự nghiệp âm nhạc của ông trải dài tại miền Nam Việt Nam trước năm 1975 cho tới lúc qua đời tại Hoa Kỳ.

## Thông tin thêm
- Hoa Biển là bài nhạc chưa viết lời của Trần Thiện Thanh được Anh Thy viết lời dựa vào ý thơ của Vũ Thất và xuất bản lần đầu vào năm 1965[2].
- Cô Bạn Học là sáng tác của Anh Thy.
- Chờ Đông là sáng tác của Ngân Giang.
- Lời Tình Viết Vội (tên gốc Thư ngoài biên trấn) là sáng tác của Giao Tiên. Sau này ở hải ngoại, do không có bản nhạc gốc nên Trần Thiện Thanh hát lại với phần lời khác nhiều chỗ so với nguyên tác. Còn tên Lời tình viết vội là do trung tâm sản xuất băng nhạc tự đặt[3].
- Hoa Học Trò là sáng tác của Anh Bằng, phổ thơ của Nhất Tuấn[4].
- Hành Trang Giã Từ là sáng tác của Trường Sa[5].

## Trước năm 1975
Danh sách này không đầy đủ, bạn cũng có thể giúp mở rộng danh sách.
| STT | Tên bài hát                                   | Ghi chú | Năm  |
| --- | --------------------------------------------- | --- | ---- |
| 1   | 16 trăng tròn                                 | Để tặng những người trai sông núi, đang và sẽ khoác áo chiến chinh. | 1962 |
| 2   | 7 ngày đợi mong                               | | 1964 |
| 3   | Ai nói yêu em đêm nay                         | | 1968 |
| 4   | Anh không chết đâu em                         | Tặng Đại úy Nguyễn Văn Đương cố thủ và tự sát ở đồi 31 năm 1971 | 1971 |
| 5   | Anh nhớ về thăm em                            | | 1962 |
| 6   | Anh về                                        | Đồng sáng tác với Tấn An |      |
| 7   | Anh về với em                                 | | 1963 |
| 8   | Bà mẹ trị thiên                               | |      |
| 9   | Bà Tư bán hàng & Chị Ba Hàng Xanh (nhạc cảnh) | Viết trong tết Mậu Thân 1968. Bà Tư bán hàng là câu chuyện của một bà mẹ tự hào có những người con đi lính trận. Còn Chị Ba Hàng Xanh kể về việc 3 người lính Quân đội Nhân dân Việt Nam vào nhà một người phụ nữ yêu cầu tiếp tế đồ ăn nhưng bị chị dùng dao chém. | 1968 |
| 10  | Bắc Đẩu                                       | Viết về người người bạn Đại úy Thiết giáp Nguyễn Ngọc Bích (danh hiệu truyền tin Bắc Đẩu) tử trận bị liệm 3 lần. | 1972 |
| 11  | Bay lên cao                                   | Viết tặng Đại úy Phi Công Trần Thế Vinh hy sinh tại chiến trường Trị-Thiên tháng 4 năm 1972. | 1972 |
| 12  | Biển mặn                                      | Kể về chính cuộc đời của ông. | 1967 |
| 13  | Biển sương mù                                 | | 1971 |
| 14  | Chân trời tím                                 | Mượn tựa tiểu thuyết của Văn Quang. Ký tên Anh Chương - Nguyễn Văn Hạnh. | 1967 |
| 15  | Chiều mưa anh về                              | Đồng sáng tác với Tấn An | 1963 |
| 16  | Chiều trên phá Tam Giang                      | Phổ thơ Tô Thùy Yên | 1972 |
| 17  | Chuyến đi về sáng                             | | 1962 |
| 18  | Chuyện hẹn hò                                 | Ký tên Thanh Trân Trần Thị | 1971 |
| 19  | Chuyện lứa đôi                                | Ký tên Thanh Trân Trần Thị | 1971 |
| 20  | Chuyện một người đi                           | Tặng ba má, cho các em Thủy, Toàn, Mai, Tâm, Anh | 1962 |
| 21  | Chuyện về anh                                 | | 1963 |
| 22  | Chị Thàng, chị Tâm                            | | 1968 |
| 23  | Chuyện tình Mộng Thường                       | Kể về chuyện tình có thật của Thiếu úy Biệt Động Quân Phạm Thái với người yêu là Nguyễn Thị Mộng Thường năm 1972. | 1972 |
| 24  | Đám cưới đầu xuân                             | | 1966 |
| 25  | Dành cho em đó                                | | 1964 |
| 26  | Dấu đạn thù trên tường vôi trắng              | | 1968 |
| 27  | Đời còn nhiều gian dối                        | | 1965 |
| 28  | Đôi ngã đôi ta                                | | 1964 |
| 29  | Đôi tiếng tự do                               | Đồng sáng tác với Châu Kỳ | 1968 |
| 30  | Đồn vắng chiều xuân                           | | 1964 |
| 31  | Đừng hỏi tại sao                              | | 1963 |
| 32  | Gặp anh                                       | | 1961 |
| 33  | Gặp nhau làm ngơ                              | | 1974 |
| 34  | Giấc ngủ trên đồi Xanh (Một người nằm xuống)  | Tặng Trần Duy Phước hi sinh ở Tây Ninh. | 1965 |
| 35  | Giận nhau                                     | | 1968 |
| 36  | Giây phút tạ từ                               | | 1966 |
| 37  | Goá phụ ngây thơ                              | Phổ thơ Hà Huyền Chi |      |
| 38  | Hai sắc hoa Tigôn (Một mùa thu trước)         | | 1965 |
| 39  | Hàn Mặc Tử                                    | | 1961 |
| 40  | Hãy trả lời em                                | Ký tên Anh Chương - CH | 1965 |
| 41  | Hãy trả lời em đi anh                         | Đồng sáng tác với Nhật Bằng |      |
| 42  | Hiện diện của em                              | Phổ thơ Hữu Phương | 1965 |
| 43  | Hoa chiều                                     | Ký tên Anh Chương | 1968 |
| 44  | Hoa trinh nữ                                  | Viết về mối tình của ông với nữ ca sĩ Minh Hiếu | 1967 |
| 45  | Khi người yêu tôi khóc                        | | 1969 |
| 46  | Không bao giờ ngăn cách                       | | 1963 |
| 47  | Kỷ niệm buồn                                  | Đồng sáng tác với Nhật Bằng | 1966 |
| 48  | Lâu đài tình ái                               | Phổ thơ Mai Trung Tĩnh | 1966 |
| 49  | Lời cho người yêu nhỏ                         | | 1966 |
| 50  | Lời tự tình trong xuân                        | | 1969 |
| 51  | Lộc non                                       | Phổ thơ Nguyên Diệu |      |
| 52  | Màu mũ anh màu áo em                          | Ký tên Trần Thiện Thanh Toàn |      |
| 53  | Một đời yêu anh                               | | 1966 |
| 54  | Một ngày gần đây                              | | 1964 |
| 55  | Mùa đông của anh                              | | 1970 |
| 56  | Mùa xuân lá khô                               | | 1970 |
| 57  | Ngại ngùng                                    | Khác với bài của nhạc sĩ Quốc Dũng | 1961 |
| 58  | Ngày anh đi                                   | | 1964 |
| 59  | Ngày đầu một năm                              | Ký tên Anh Chương | 1967 |
| 60  | Ngàn năm mây bay                              | Đồng sáng tác với Mạnh Phát |      |
| 61  | Người chết trở về                             | Nhạc chính trong Phim Kịch: Mộng Thường | 1973 |
| 62  | Người hát một mình                            | |      |
| 63  | Người ở lại Charlie                           | Tặng Đại tá Dù Nguyễn Đình Bảo tử trận khi cố thủ trên đồi Charlie năm 1972. | 1972 |
| 64  | Người yêu của lính                            | Mượn tựa tiểu thuyết của Văn Quang. Ký tên Anh Chương - CH | 1965 |
| 65  | Nhớ viết thư cho em                           | Đồng sáng tác với Mạnh Phát | 1962 |
| 66  | Nỗi lòng Thanh Trúc                           | | 1963 |
| 67  | Phép nhiệm màu                                | | 1969 |
| 68  | Phút giao mùa                                 | Ký tên Anh Chương Thanh Trân | 1968 |
| 69  | Qua xóm nhỏ                                   | Đồng tác giả với Mạnh Phát | 1962 |
| 70  | Roméo và Juliette                             | Viết lời Việt. Do Thanh Lan hát trong băng nhạc Nhật Trường 9: Yêu, Ghen và Mơ |      |
| 71  | Rừng lá thấp                                  | Tặng Đại úy Vũ Mạnh Hùng tử trận tại cầu Bình Lợi tết Mậu Thân 1968. | 1968 |
| 72  | Sư đoàn 1 Bộ binh hành khúc                   | |      |
| 73  | Tạ từ trong đêm                               | | 1966 |
| 74  | Tàu nhổ neo rồi                               | Đồng tác giả với Mạnh Phát |      |
| 75  | Tâm sự Mộng Cầm                               | | 1965 |
| 76  | Tâm sự người lính trẻ                         | Ký tên Anh Chương | 1965 |
| 77  | Tình có như không                             | Ký tên Trần Thiện Thanh Toàn | 1972 |
| 78  | Tình đầu tình cuối                            | Ký tên Trần Thiện Thanh Toàn | 1973 |
| 79  | Tình thư của lính                             | Ký tên Trần Thiện Thanh Tâm - Anh Chương | 1968 |
| 80  | Tình yêu, rừng già & chúng ta                 | |      |
| 81  | Tình yêu thứ nhất                             | Ký tên Anh Chương | 1965 |
| 82  | Trái đắng                                     | Ký tên Nhật Trường | 1968 |
| 83  | Trăng nước Mường Giang                        | |      |
| 84  | Trên đỉnh mùa đông                            | Ký tên Trần Thiện Thanh Toàn | 1972 |
| 85  | Trời chưa muốn sáng                           | Ký tên Anh Chương | 1970 |
| 86  | Trước ngày đi                                 | | 1963 |
| 87  | Từ đó em buồn                                 | | 1964 |
| 88  | Tuyết trắng                                   | Ký tên Anh Chương. Viết tặng Không Quân VNCH. | 1966 |
| 89  | Xin em đừng hỏi                               | Đồng sáng tác với Nhật Bằng và Đào Duy | 1965 |
| 90  | Yêu                                           | | 1964 |
| 91  | Yêu người như thế đó                          | Phổ thơ Phạm Lê Phan | 1971 |

## Sau năm 1975
Danh sách này không đầy đủ, bạn cũng có thể giúp mở rộng danh sách.
| STT | Tên bài hát                           | Ghi chú                                                                                | Năm  |
| --- | ------------------------------------- | -------------------------------------------------------------------------------------- | ---- |
| 1   | Áo thơm rơm (Tình đẹp Hậu Giang)      |                                                                                        |      |
| 2   | Bảy thế kỷ tình yêu                   |                                                                                        |      |
| 3   | Bóng nắng                             |                                                                                        | 1997 |
| 4   | Cạn lời yêu dấu                       |                                                                                        | 1994 |
| 5   | Chênh vênh cầu khỉ                    | Phổ thơ Vũ Hối                                                                         | 1999 |
| 6   | Chiếc áo bà ba                        | tên gọi ban đầu là "Trên dòng sông Hậu"                                                | 1984 |
| 7   | Cho anh xin số nhà                    | Là sáng tác của con trai Anh Châu, được ông chỉnh sửa và gửi ra phát hành ở hải ngoại. | 1996 |
| 8   | Chủ Nhật này trẫm nhớ ái khanh không? | Phổ thơ Nhất Tuấn                                                                      | 1996 |
| 9   | Chuyện không ai cấm                   | Tặng Mỹ Lan                                                                            | 1993 |
| 10  | Có phải là tình yêu                   |                                                                                        | 1995 |
| 11  | Con đường buồn chung thân             |                                                                                        | 1994 |
| 13  | Độc hành                              | Phổ thơ Trần Thiện Hiệp                                                                |      |
| 14  | Đêm không còn trống vắng              | Nguyễn Thụy Minh Ngữ viết lời                                                          |      |
| 15  | Giây phút tái ngộ                     |                                                                                        |      |
| 16  | Gọi tên anh                           | Gọi tên người lính tượng đài                                                           | 2000 |
| 17  | Giọt cà phê đầu tiên                  |                                                                                        | 1999 |
| 18  | Hà Nội và tôi                         |                                                                                        | 1983 |
| 19  | Hạnh phúc nhỏ nhoi                    |                                                                                        | 1997 |
| 20  | Hãy hứa yêu em                        |                                                                                        |      |
| 21  | Huyền thoại Ngọc Lan                  |                                                                                        | 2003 |
| 22  | Không nói yêu em                      | Ký tên Trần Thiện Anh Chương                                                           | 1996 |
| 23  | Lời tự tình trong xuân                |                                                                                        | 1999 |
| 24  | Một lần bay thấp                      | Tặng Lý Tống bay thả truyền đơn trên thành phố La Habana, Cuba, năm 2000.              | 2000 |
| 25  | Một lần cuối                          |                                                                                        |      |
| 26  | Một người nằm xuống                   |                                                                                        | 2000 |
| 27  | Một vì sao nhỏ                        |                                                                                        |      |
| 28  | Mưa Cali mưa Sài Gòn                  | Ký tên Trần Thiện Anh Chương                                                           | 1996 |
| 29  | Mùa đông Cali                         | Ký tên Trần Thiện Anh Chương                                                           | 1996 |
| 30  | Mùa xuân bàng hoàng                   | Ký tên Trần Thiện Thanh Toàn                                                           | 1995 |
| 31  | Mỹ Lan, wò ái nì                      | Nhạc Hoa, viết lời Việt tặng Mỹ Lan                                                    | 1996 |
| 32  | Ngàn năm mây bay                      |                                                                                        | 1995 |
| 33  | Ngày mai chị tôi đi lấy chồng         |                                                                                        | 2003 |
| 34  | Ngõ tối                               |                                                                                        | 1999 |
| 35  | Người bên lề cõi sống                 |                                                                                        | 1980 |
| 36  | Người lính không quân trang           |                                                                                        | 1998 |
| 37  | Người mẹ trồng rau                    |                                                                                        | 1998 |
| 38  | Người xa người                        | Tặng người vợ thứ hai Kim Dung.                                                        | 1990 |
| 39  | Nhớ                                   | Tặng Mỹ Lan                                                                            | 1994 |
| 40  | Ó đen                                 | Tặng Lý Tống bay thả truyền đơn trên thành phố La Habana, Cuba, năm 2000               | 2000 |
| 41  | Ở giữa muộn phiền                     |                                                                                        | 1976 |
| 42  | Rồi đến rồi đi                        |                                                                                        | 1996 |
| 43  | Sài Gòn gần xa?                       | Phổ thơ Vũ Hối                                                                         | 1999 |
| 44  | Sao anh không nói                     |                                                                                        | 1997 |
| 45  | Tết Cali, Tết Sài Gòn                 |                                                                                        | 1999 |
| 46  | Thạch Sanh (truyện ca)                |                                                                                        | 1989 |
| 47  | Tình đẹp Hậu Giang (Áo Thơm Rơm)      | Thơm Rơm là tên địa danh thuộc thành phố Cần Thơ ngày nay                              | 1996 |
| 48  | Tình đau ngàn nỗi                     | Tặng người vợ thứ hai Kim Dung                                                         | 1996 |
| 49  | Tình hận người vượt biển              |                                                                                        | 1997 |
| 50  | Tình muộn                             |                                                                                        | 1989 |
| 51  | Tinh yêu là thế                       | Nhạc ngoại quốc, Ký tên Anh Chính                                                      | 1996 |
| 52  | Tình yêu ngộ nghĩnh                   |                                                                                        | 1989 |
| 53  | Tình yêu nhảy múa                     |                                                                                        | 1997 |
| 54  | Trà hoa nữ                            |                                                                                        | 1984 |
| 55  | Trại cấm                              |                                                                                        | 1984 |
| 56  | Trần gian tội lỗi                     |                                                                                        | 1989 |
| 57  | Trăng thề bên miếu                    |                                                                                        | 1999 |
| 58  | Trong lần tái ngộ                     |                                                                                        | 1993 |
| 59  | Tôi và dĩ vãng                        |                                                                                        | 1989 |
| 60  | Từ dạo xa em                          |                                                                                        | 1994 |
| 61  | Từ nửa vòng Trái Đất                  |                                                                                        | 1978 |
| 62  | Tưởng chừng trong mơ                  |                                                                                        | 1994 |
| 63  | Vĩnh biệt em                          |                                                                                        | 1989 |